# ATP Challenger Thionville
Das ATP Challenger Thionville (offizieller Name: Thionville Open) ist ein seit 2025 ausgetragenes Tennisturnier in Thionville, Frankreich. Es ist Teil der ATP Challenger Tour und wird in der Halle auf Hartplatz ausgetragen.

## Liste der Sieger

### Einzel
| Jahr | Sieger      | Finalgegner     | Ergebnis |
| ---- | ----------- | --------------- | -------- |
| 2025 | Borna Ćorić | Arthur Bouquier | 6:4, 6:4 |

### Doppel
| Jahr | Sieger               | Finalgegner                   | Ergebnis |
| ---- | -------------------- | ----------------------------- | -------- |
| 2025 | Jakub Paul David Pel | Matteo Martineau Luca Sanchez | 6:1, 6:4 |